# Burg Tannenberg (Seeheim-Jugenheim)
Die Burg Tannenberg ist die Ruine einer Gipfelburg auf 335 m ü. NHN östlich von Jugenheim in der Gemeinde Seeheim-Jugenheim im Landkreis Darmstadt-Dieburg in Hessen.
Die Burganlage liegt im Geo-Naturpark Bergstraße-Odenwald oberhalb von Seeheim auf einem aus dem Stettbacher Tal aufsteigenden Gipfel, dem 339,5 m ü. NHN hohen Tannenberg, der sich geografisch in die erste Hügelkette des Odenwaldes einordnet.

## Geschichte

### Die Anfänge
Die Burg wurde von Ulrich I. von Münzenberg um 1230 auf Grund des Klosters Lorsch erbaut, um sein südliches Amtsgebiet (Amt Tannenberg und Seeheim) zu sichern. Dieses Amtsgebiet lag an der Bergstraße in Südhessen. Aus Urkunden ist erkennbar, dass dessen Vater Kuno bereits 1210 mit dem Bau der Burg begonnen hat. Er nannte sich zu der Zeit nicht mehr von Münzenberg, sondern bereits von Tannenberg. Es ist aber auch möglich, dass die Burg bereits Anfang des 12. Jahrhunderts auf einer noch älteren Befestigung erbaut wurde. Urkundlich wurde sie erstmals im Jahr 1239 als Burg Seeheim erwähnt. Mit dem Tod Ulrichs II. von Hagen-Münzenberg kam die Burg durch die Münzenberger Erbschaft zu 5/6 an Philipp von Falkenstein und danach an seine Tochter Guda, die in zweiter Ehe mit Konrad VI. von Bickenbach verheiratet war. Das restliche Sechstel erhielt Reinhard I. von Hanau. Die Burg bildete den Mittelpunkt einer kleinen Herrschaft. Sie war durch die Münzenberger Erbschaft zu einer Ganerbenburg geworden, deren Anteile sich im Laufe der Zeit immer weiter aufsplitterten:
- 1290
  - 5/12 Philipp von Bickenbach
  - 5/12 Gottfried von Bickenbach
  - 2/12 Herren von Hanau

- 1333
  - 2/12 Hartmud von Cronberg
  - 3/12 Klaus von Scharpenstein
  - 5/12 von Fleckenstein (Rechtsnachfolger des Gottfried von Bickenbach)
  - 2/12 Herren von Hanau

- 1334
  - 1/24 Krig von Fetzberg
  - 1/24 Familie von Cronberg
  - 1/12 Löw von Steinfurth
  - 3/12 Klaus von Scharpenstein, ab 1357: Kämmerer
  - 5/12 v. Fleckenstein, ab 1370: Schenken von Erbach
  - 2/12 Herren von Hanau; Ulrich III. von Hanau gab dieses Sechstel 1355 als Mitgift für seine Tochter Else an Graf Wilhelm II. von Katzenelnbogen.[3]

- 1377
  - 1/24 Krig von Fetzberg
  - 1/24 Familie von Cronberg
  - 1/12 Löwe von Steinfurt
  - 1/12 Johann von Frankenstein
  - 1/12 Johann und Heinrich von Thann
  - 1/12 Dieter II. Kämmerer
  - 5/12 Schenken von Erbach
  - 1/12 Eberhard von Katzenelnbogen
  - 1/12 Ulrich V. von Hanau

1382 werden dann insgesamt siebzehn Ganerben benannt. Die Ganerben lebten meist nicht auf der Burg. Sie waren durch ihre Burgmannen vertreten.

### Die Raubritterburg
Am 29. August 1379 trafen sich auf Burg Tannenberg 18 Ritter, die einen erweiterten Burgfrieden schlossen und sich gegenseitig Schutz zusagten. Zu diesen Mitstreitern zählte unter anderen Graf Wilhelm II. von Katzenelnbogen. Er war Gründungsmitglied des am 13. Oktober 1379 gegründeten Löwenbundes. Zum Löwenbund gehörten auch Werner Kalb aus Reinheim, der zu dieser Zeit Verwalter von Burg Tannenberg (und angeblich Lehensbesitzer der Burg Nieder-Modau) war und als Raubritter in die Geschichtsbücher einging, sowie Johann von Cronberg als 19. Mitstreiter.
Nach heftigen Fehden der Cronberger mit der Stadt Frankfurt (Kronberger Fehde) verlegte Ende des 14. Jahrhunderts Hartmut der Jüngere von Cronberg mit 30 Helfern und Knechten seinen Wohnsitz auf die Tannenburg, von der er aber nur 1/8 besaß. Von da an wurde die Burg zu einem gefürchteten Sitz von Raubrittern, von dem aus Überfälle und Plünderungen unternommen wurden.

### Die Zerstörung

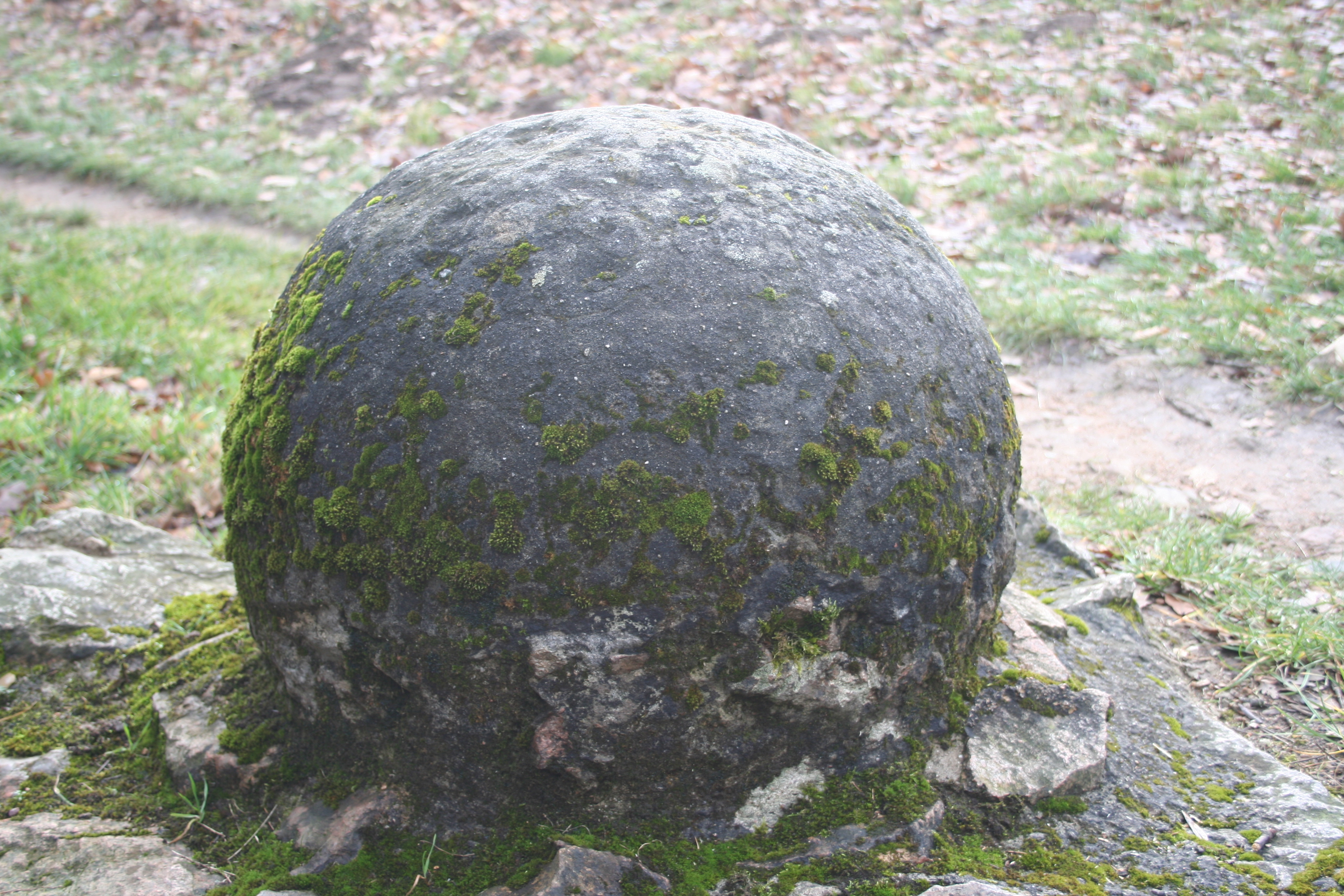
Blidenstein

Am 15. März 1398 vereinigten sich die rheinischen Kurfürsten mit den Städten am Rhein und in der Wetterau zu einer Erneuerung des Landfriedens auf zehn Jahre. Durch König Wenzel wurde Graf Philipp von Nassau zum Landvogt des Landfriedens ernannt. Dem Bündnis von Erzbischof Johann von Mainz, Pfalzgraf Ruprecht III., Bischof Raban von Speyer sowie den Städten Worms, Mainz, Friedberg und Gelnhausen hatten Hartmut und sein Bruder Johann nichts entgegenzusetzen. Im Juni und Juli 1399 wurde die Burg belagert.
Mit schweren Waffen, darunter mehreren Katapulten (Bliden) sowie Geschützen (Steinbüchsen), setzte man der Burg, die mittlerweile mit 65 Mann besetzt war, stark zu. Dabei kamen die zwei größten Bliden der Städte Worms und Speyer zum Einsatz, sowie je eine Steinbüchse des Kurfürsten von Mainz, der Stadt Mainz und des Pfalzgrafen. Diese Geschütze hatten Kaliber zwischen 17 und 40 cm. Zahlreiche Bliden- und Büchsenkugeln sind von diesem Einsatz erhalten und konnten wissenschaftlich erforscht werden: Die Steinkugeln aus Basalt und Buntsandstein besaßen ein Mittelgewicht von 55 bis 57 kg und wurden somit von halbschweren Wurfmaschinen verschossen, die Mainzer Büchsen verschossen Kugeln von 40 cm Durchmesser und ca. 70 kg Masse. Jedoch konnte die Besatzung die ersten Angriffe abwehren, da sie schon Handfeuerbüchsen besaß. 
Die Wende brachte erst die schwere Frankfurter Büchse, eine rund 3,5 Tonnen schwere Steinbüchse, die von 20 Pferden gezogen werden musste und die Basaltkugeln mit einem Durchmesser von 62 bis 68 cm und einer Masse von 500 bis 550 kg verschießen konnte. Nachdem rund 40 dieser Kugeln Breschen in die Burg geschlagen hatten und der Bergfried durch eine Pulverexplosion zerstört worden war, gab die Besatzung auf. Die Namen aller Gefangenen sind überliefert.
Die Burg Tannenberg war damit eine der ersten deutschen Burgen, deren Zerstörung durch Feuerwaffen sich eindeutig im archäologischen Fundmaterial erkennen lässt. Durch Raubgräber, besonders Ende des 18. Jahrhunderts, wurden die Burgreste weiter zerstört. Die Burg wurde nicht wieder aufgebaut und diente der Bevölkerung der umliegenden Orte später als Steinbruch.

## Baubeschreibung

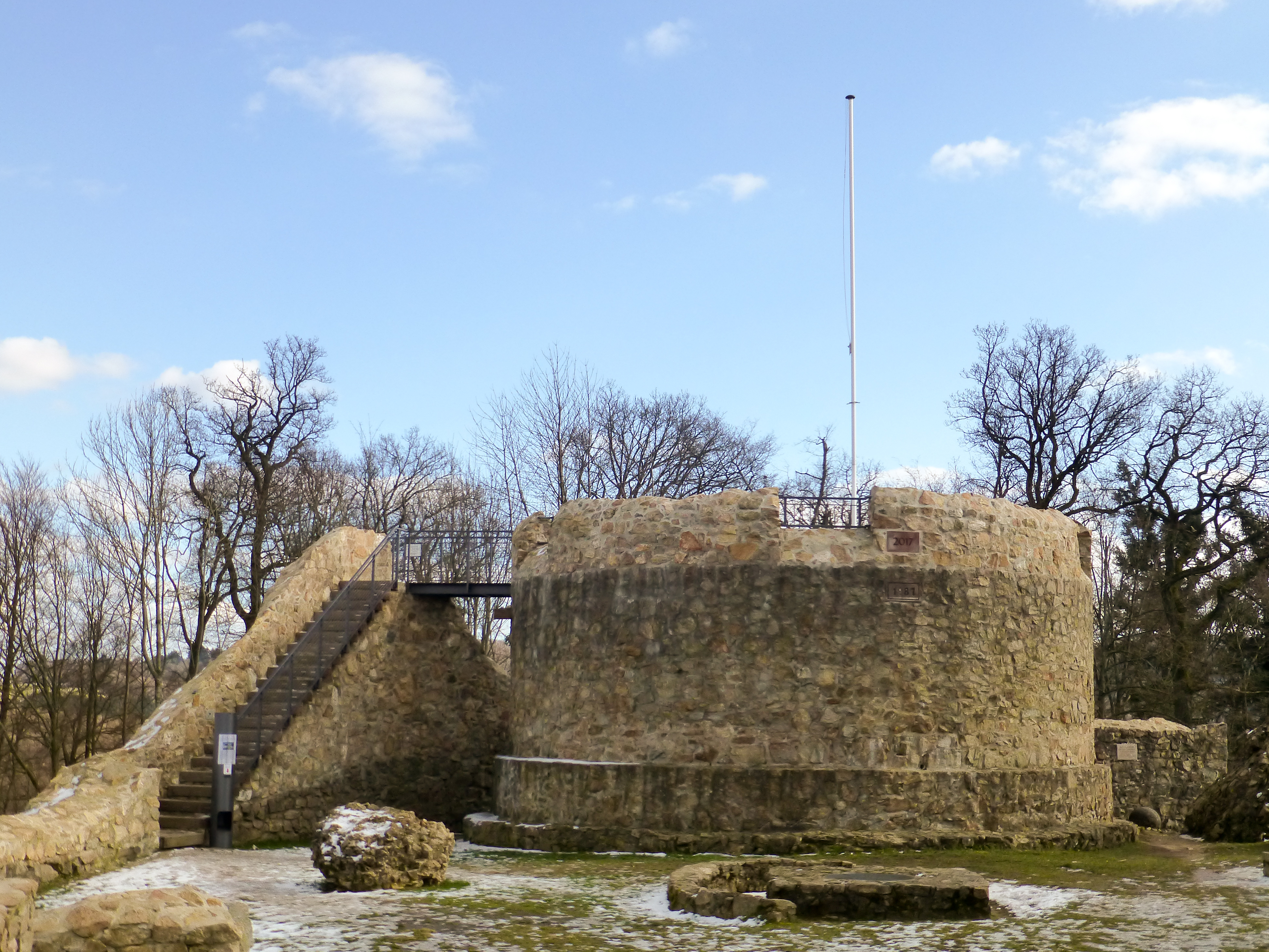
Der Bergfried nach 2017 erfolgter Sanierung

Die Burg Tannenberg war eine kleine ovale Gipfelburg mit offenem Zwinger und zylinderförmigem Bergfried. Die günstige Lage am Westrand des Odenwaldes ermöglichte Sichtachsen in das Rheintal, die angrenzenden Täler und zu den nächsten Burgen (Starkenburg, Veste Otzberg). Die Burg war umgeben von einer Wall- und Grabenanlage, der Palas an der gefährdeten Ostseite war durch eine starke Schildmauer geschützt. Im 14. Jh. wurde sie an der West- und Nordseite durch eine Vorburganlage mit Mauer und Turm erweitert, in der Wohn-, Vorrats- und Stallgebäude nachgewiesen wurden. Eine weitere Vorburg an der Ostseite blieb unvollendet. Der Zugang war durch eine Zugbrücke und zwei Toranlagen gesichert. Die Ausstattung der Burg war vergleichsweise sehr komfortabel. Aufgrund der Funde wird deutlich, dass sie mit zu der Zeit seltenen Flachglasfenstern, eleganten gotischen Kachelöfen ("Typ Tannenberg" aus Dieburger Töpfereien) und schmuckvollen Bodenfliesen ausgerüstet war. Die Wasserversorgung war durch eine interne Zisterne mit perfekter Kiesfilteranlage und durch eine externe Quelle sichergestellt. Auf ein – wenigstens zeitweise – ritterliches Leben deuten auch formschöne Gebrauchsgegenstände wie Trinkbecher ("Tannenbergkrug") und Keramik-Kochtöpfe sowie sehr aufwändig geschmückte Pferde-Zaumzeuge hin. Heute sind noch Teile der Ring-, Zwinger- und Vorburgmauern, Gebäudefundamente mit Mauer- und Kellerresten sowie der Stumpf des zylinderförmigen Bergfrieds erhalten. Ein Burgmodell und interessante Funde findet man im Bergsträßer Museum Seeheim-Jugenheim.
Seit Jahren ist der Heimat- und Verschönerungsverein Seeheim dabei, die Burgmauern freizulegen und zu sichern sowie die Gesamtanlage in einem besuchenswerten Zustand zu erhalten. In den Jahren 2015 bis 2017 ist auf eine Initiative des Vereins hin mittels Engagement und Spenden der Bergfried wieder begehbar gemacht worden und um einen ca. 1 m hohen Zinnenkranz erhöht worden. Entlang der nördlich des Bergfrieds befindlichen Burgmauer führen 21 Treppenstufen zu einer kleinen Metallbrücke und über diese auf die neu gestaltete Aussichtsplattform, die durch ein rundes Metallgitter in der Mitte des Bergfrieds ergänzt wurde. Dieser ist seit der Erhöhung rund sechs Meter hoch. Besuchern bietet sich so ein unverstellter Blick auf die Rheinebene mit Blick nach Frankfurt am Main im Norden und Mannheim im Süden.

## Ausgrabungen der Burg Tannenberg

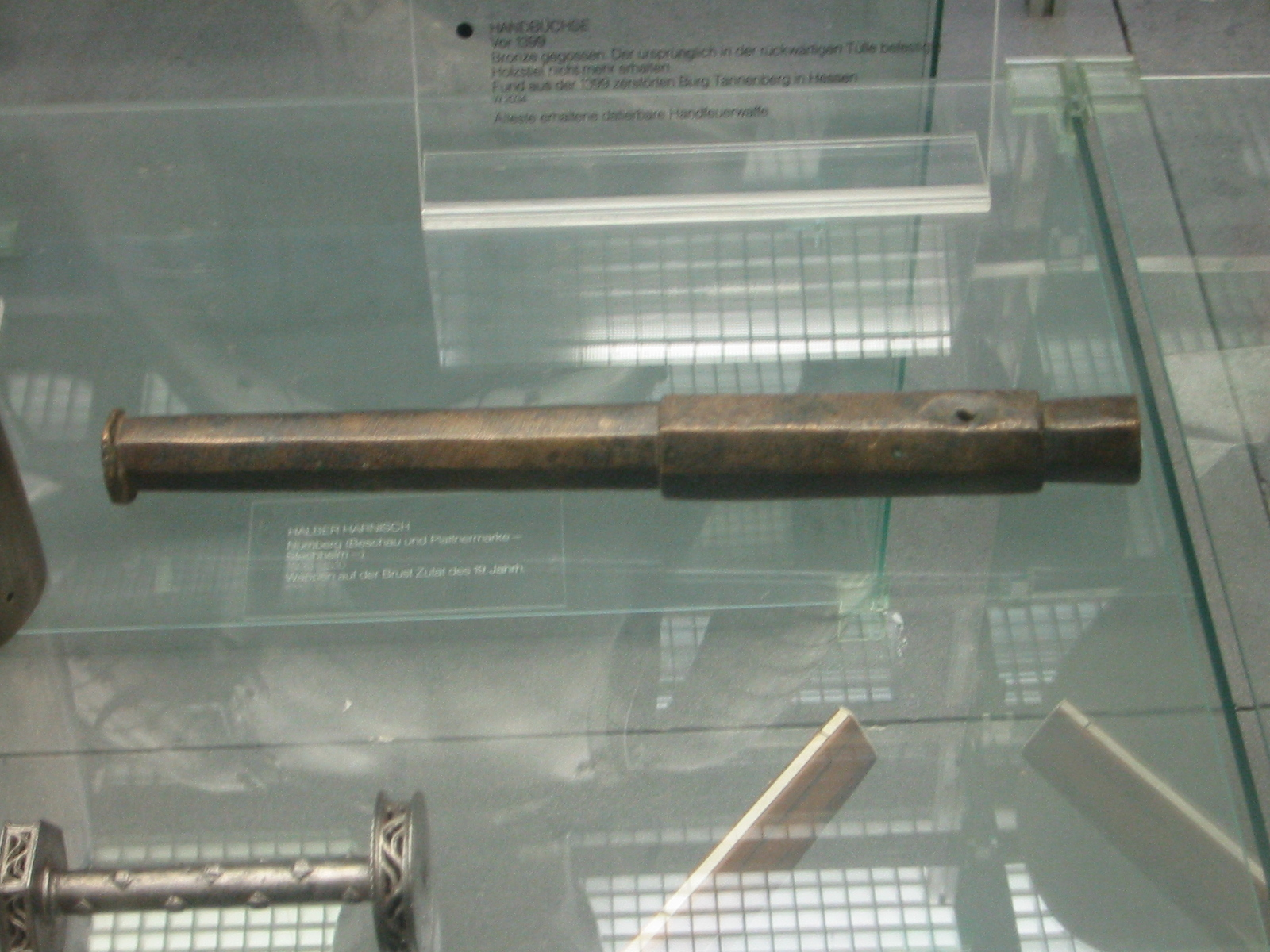
Tannenbergbüchse: Älteste Deutsche Handfeuerwaffe (vor 1399), gefunden in der Zisterne der Ruine der Burg Tannenberg

Die Ausgrabungen 1849 durch Hefner und Wolf und ihre anschließende vorbildliche Publikation gehören zu den Pionierleistungen archäologischer Forschung. Es handelt sich um die früheste Untersuchung einer Archäologie des Mittelalters. Bei Ausgrabungsarbeiten wurde unter anderem die bronzene Tannenbergbüchse, eine der ältesten bekannten Handfeuerwaffen der Welt gefunden. Sie befindet sich heute im Germanischen Nationalmuseum in Nürnberg.
Grabungen im Oktober 2002 im Burghof durch Norbert Wand und Studenten der Johannes Gutenberg-Universität Mainz sowie von Mitgliedern des Heimat- und Verschönerungsvereins Seeheim und des Museumsvereins Seeheim-Jugenheim mit dem Ziel der Freilegung der Reste der Burgkapelle hatten folgende Ergebnisse:
- Grundmauern von Kapelle mit Altarfundament und Nebenraum wurden freigelegt. Alle Teile wurden bis auf Oberflächenniveau durch vorhandene Natursteine ergänzt, so dass jetzt Mauern und Altarfundament im Rasen erkennbar sind.
- Das Gebäude ist rechteckig und misst ca. 9 × 5 m in Nordost-Südwest-Richtung. Bei dem südlichen Gebäudeteil handelt es sich um die Kapelle St. Johannes der Täufer, der Nebenraum ist nördlich durch eine dünnere Mauer abgetrennt. Türelemente wurden nicht gefunden. Die Anordnung der Gebäudeteile im Burgmodell in der Dauerausstellung „Die mittelalterliche Welt der Burg Tannenberg und der Region um Seeheim-Jugenheim“ im Bergsträßer Museum Seeheim-Jugenheim muss korrigiert werden (Das Modell stammt aus den 1970er Jahren). Dort ist der nördliche Teil als Kapelle dargestellt.
- Die Grabungen haben außerdem ergeben, dass die Kapelle freistehend im Burghof angeordnet, also nicht an die westliche Mauer angebaut, und mit roten Ziegelsteinen (Mönch und Nonne) gedeckt war. Das ist ein sehr bemerkenswertes Ergebnis und fast ein Alleinstellungsmerkmal der Burg Tannenberg, weil bei Burgkonstruktionen dieser Größe und Bedeutung christliche Andachtsräume fast nie freistehend als Kapelle im recht engen Burghof, sondern meist im Obergeschoss z. B. des Eingangsbauwerks in den Burghof angeordnet waren.
- Die Grabungen haben keine kapellenspezifischen Funde zutage gefördert. Das ist nicht verwunderlich, wurde dieser Bereich des Burghofs doch im 19. Jh. mit einem Holzpavillon (mit Aussicht in die Seeheimer Rheinebene) überbaut, dessen Betonfundamente 2002 ausgegraben und beseitigt wurden. Das Aussehen dieses Pavillons ist aus einer Skizze des Burghofs aus dem 19. Jh. bekannt.
- Tiefengrabungen unter der Kapelle bis auf den Odenwaldfels (ca. 1,5 bis 2 m) führten Schnitte zutage, die mehrere Brandschichten enthalten (4?). Daraus kann man schließen, dass der Tannenberg schon vor 1210 (mehrfach) bebaut war. Mutmaßungen gehen soweit, die erste Bebauung der Karolingerzeit zuzuordnen. Dafür spricht, dass zum einen bei den Sicherungsarbeiten des Heimat- und Verschönerungsvereins Seeheim ab 1970 eine Mauer im Burghof freigelegt wurde, deren Konstruktion und Mauertechnik viel älter ist als die übrigen Mauern im Burghof und zum anderen bei Arbeiten zur Freilegung der südlichen Zwingermauer im Jahr 2009 eine kunstvolle Eisenspange gefunden wurde (jetzt restauriert im oben genannten Museum), die von der betreuenden Archäologin Astrid Schmitt in die Zeit zwischen dem 7. bis 9. Jahrhundert datiert wurde.
- Die Grabungsergebnisse wurden wissenschaftlich und sehr detailliert von Wand und Studenten der Johannes Gutenberg-Universität Mainz in zahlreichen Skizzen, Beschreibungen und Vermessungsergebnissen festgehalten. Die Fundstücke wurden dreidimensional zugeordnet, beschriftet und verpackt. Originalskizzen und Funde sind seit dem Tod von Wand unauffindbar.[13]

## Verkehr und Wandern
Die Burg Tannenberg liegt am Burgensteig Bergstraße (HW73), einem 120 km langen Hauptwanderweg des Odenwaldklubs e. V., der an der westlichen Odenwaldkante entlang der Bergstraße von Darmstadt-Eberstadt bis nach Heidelberg verläuft. Von der im Norden gelegenen Burg Frankenstein kommend führt er über den Langenberg und vorbei am Tagungshotel Lufthansa Seeheim auf den historischen Alten Burgweg am Tannenberg und über eine nachgebaute Zugbrücke zur Burgruine Tannenberg. Die nächste Burganlage in südlicher Richtung ist das Schloss Heiligenberg.

## Schutzgebiet
Die Waldgebiete um die Burg sind als Natura-2000-Gebiet „Kniebrecht, Melibocus und Orbishöhe bei Seeheim-Jugenheim, Alsbach und Zwingenberg“ geschützt (FFH-Gebiet 6217-305).